# Anancistrogera sarasini
Anancistrogera sarasini is een rechtvleugelig insect uit de familie van de Gryllacrididae. De wetenschappelijke naam van deze soort werd voor het eerst geldig gepubliceerd in 1931 door Heinrich Hugo Karny.